# アンブレラ 日本-アメリカ合衆国、1984-91

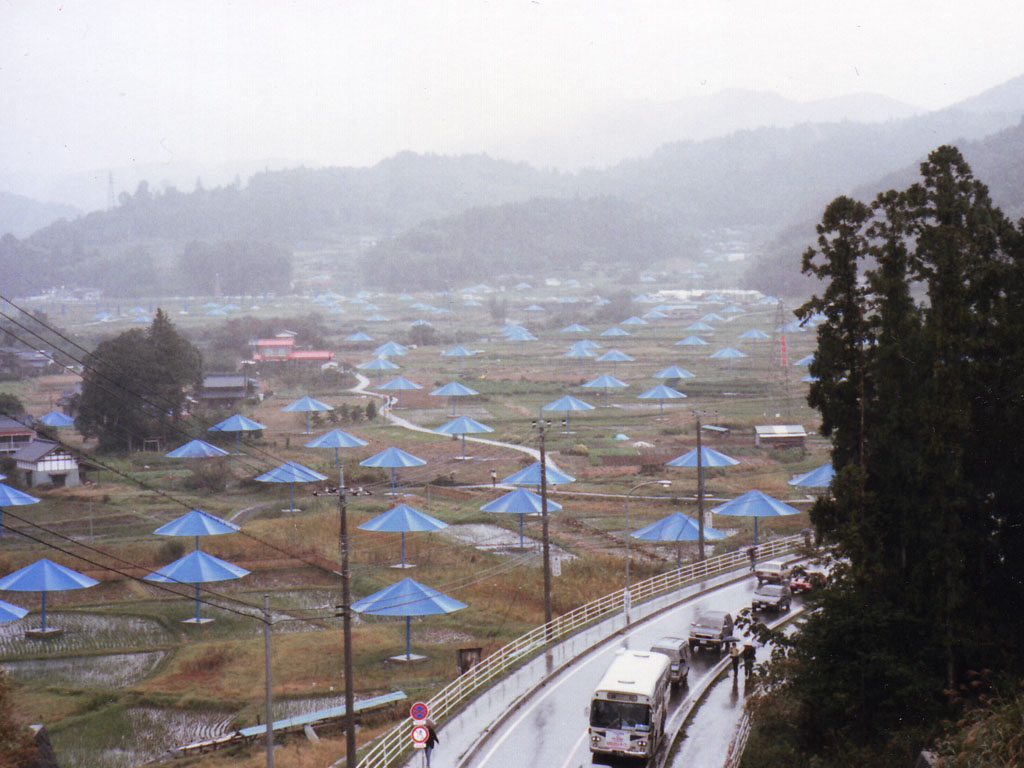
『アンブレラ 日本-アメリカ合衆国 1984-91』日本側（茨城県）会場光景

アンブレラ 日本-アメリカ合衆国、1984-91（アンブレラ にほん アメリカがっしゅうこく 1984-91、The Umbrellas, Japan – USA, 1984-91）はクリストとジャンヌ＝クロード（Christo and Jeanne-Claude）による芸術作品。

## 概要

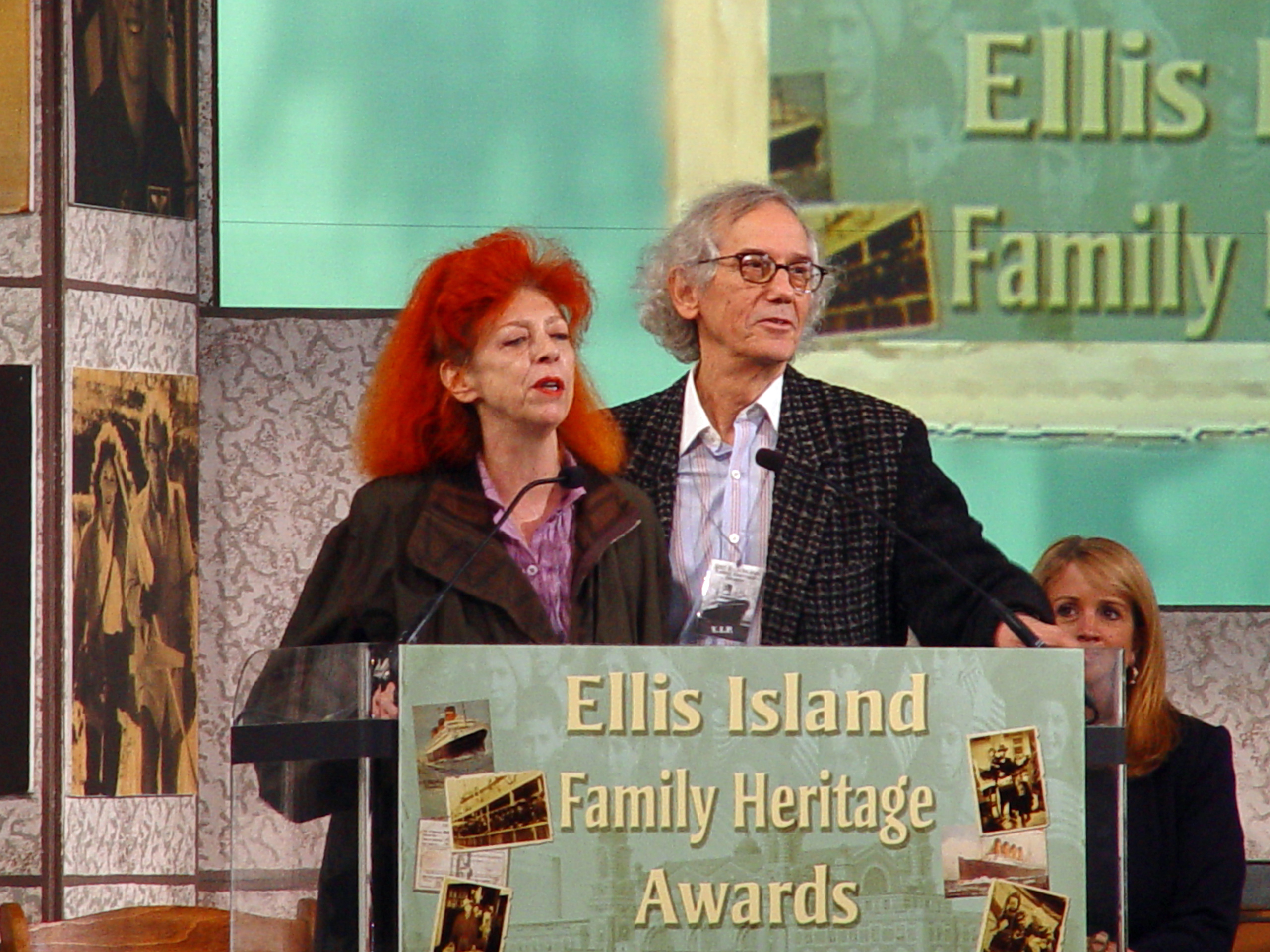
クリストとジャンヌ＝クロード

『アンブレラ 日本-アメリカ合衆国、1984-91』は、日本とアメリカのそれぞれの場所に、多数の巨大な傘を同時に18日間（日本の暦日では19日間）だけ設置したインスタレーションである。この正式な作品名の他『アンブレラ、日本とアメリカ合衆国のためのジョイント・プロジェクト（The Umbrellas, Joint Project for Japan and U.S.A）』、『アンブレラ、日本とアメリカ西部のプロジェクト（The Umbrellas, Project for Japan and Western U.S.A）』、『アンブレラ・プロジェクト』、『アンブレラ展』、或いは単に『アンブレラ（The Umbrellas）』とも呼ばれる。（本記事では以降"『アンブレラ』"と記す）
手掛けたのは谷に巨大なカーテンを張る『ヴァレー・カーテン（Valley Curtain）』、島を布で取り囲む『囲まれた島々（Surrounded Islands）』等のスケールの大きい作品を発表していた、夫婦二人の芸術家のクリストとジャンヌ=クロードである。
日本側の開催場所は東京から北に120キロメートル離れた、茨城県の北部に属する、里美村（後に常陸太田市と合併）の陣場地区から日立市の中里町、東河内町地区を経て、常陸太田市の里野宮町地区までの国道349号と里川沿い全長19キロメートルの水田と集落がある地域である。一方のアメリカ側の開催場所はロサンゼルスから北に96キロメートル離れた、カリフォルニア州ロサンゼルス郡 のゴーマン（Gorman）からカーン郡のレベック（カリフォルニア州）（Lebec）を経て同郡グレープバイン (カリフォルニア州)（Grapevine）までの間の州間高速道路5号線沿とテホン峠（Tejon pass）に沿った乾燥した放牧地が拡がる全長29キロメートルの地域である。
設置された傘は高さ6メートル、直径8.66メートルの大きさの八角形をした物で、日本側には青色の傘が1340本、アメリカ側には黄色の傘が1760本置かれた。
クリストとジャンヌ=クロードがこのアート・プロジェクトを着想したのは1984年で、以降、傘の設置場所の選定、地権者や行政機関との交渉、傘の設計・製作等の準備に時間と労力を注ぎ、1991年10月に傘の開花を実現した。傘を設置するのに交渉した個人や企業等の数はアメリカ側は25者で日本側は459者であった。
プロジェクトに要した経費は2600万ドル（当時の日本円で約36億4千万円）であるが、クリストとジャンヌ=クロードは寄付や寄贈の類いの金品は一切受けずに、全額を自分達で捻出している。資金調達方法は、このプロジェクトの為に彼らが設立した会社「ザ・アンブレラ・ジョイント・プロジェクト・フォー・ジャパン・アンド・USA」（社長はジャンヌ=クロード）を介してクリストのドローイングや初期作品を売るというものであった。このように資金を自前で調達するのは彼らの他の作品でも共通した姿勢である。
『アンブレラ』の狙いは二つの場所に同時に作品を置き、日米双方の生活様式や土地の利用方法の類似点や相違点を浮き彫りにしようとするもので、日本側は湿潤な気候と人が密集した場所を、アメリカ側は乾燥した気候と人が少ない場所を、それぞれのイメージカラーの青、黄で描いた。傘の配置についても、日本側は限られた空間内での幾何学的なデザインが考慮されているのに対し、アメリカ側では自由で気まぐれな配置、と対照的にしたとクリストとジャンヌ=クロードは述べている。同時に行うことの重要性についてクリストは「これは2つの場所で行われる1つの芸術作品であって、2つの独立した作品をセットにしたものではありません」と強調している。
傘を使った理由についてクリストは、傘は前後左右が無く望んだ配置が可能である事、また「傘は"壁の無い家"であり、その下に入った訪問者は守られ、頭上の布に抱き込まれたような気持ちになるでしょう」と述べている。傘を6メートルの高さとしたのは2階建ての家と同じ高さにしたかったからである。また、一辺2メートルの正方形の形をした傘の台座カバーは人が座れるような構造になっていた。
最終発表された傘が開く期間は1991年10月8日から10月29日までであったが、日本側の降雨のため実際に傘が開いた初日は10月9日である。初日の翌日、日本側では台風の影響で傘を一旦閉じることになったが、10月15日から再び傘を開き、以後は日米で満開の傘の光景が見る人に驚きと感銘を与え、傘の下では多くの人が思い思いに過ごしていた。しかし、10月26日（日本時間は27日）にアメリカ側開催地で突風で飛ばされた傘が人を死亡させた事故が起きる。事故を知ったクリストとジャンヌ=クロードは即座にプロジェクトを中止し、『アンブレラ』は会期を全うせず終了した。更に、中止後の傘の撤去作業中に日本側作業員が死亡するという事故が続いた。
『アンブレラ』を観た者は日本側で約57万6千人（茨城県調べ）、アメリカ側で約250万人であった。
展示された傘の骨組みや布等の構成物は後日の展覧会用に残した物以外はリサイクル処分され、残っていない。この一時的であった『アンブレラ』の姿はプロジェクトの専任写真家であったウォルフガング・フォルツ（Wologang Volz)らの写真や、アルバート・メイスルズらが撮ったドキュメンタリー映画で見ることが出来る。また『アンブレラ』のドローイング、写真、地図の他、傘の実物などを展示する回顧展（=ドキュメンテーション展）がドイツ、スイス、日本で開催されている。

## 開催場所概要

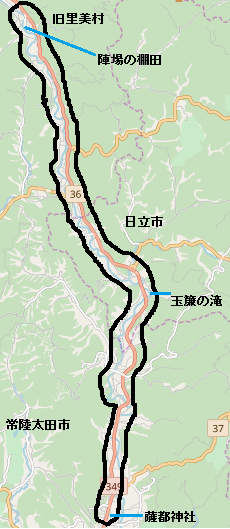
日本側の開催場所。黒枠内は傘が置かれた範囲。2018年時点のオープンストリートマップより作成。

日本側の開催場所は里川が造る峡谷の狭い地域に水田と集落が存在する、日本の山間部の農村風景が見られる場所である。里川と国道349号は絡むように何度も交差している開催場所内には、陣場の棚田、玉簾の滝、薩都神社等の名所がある。傘は里美村の陣場地区、大菅地区、日立市の東河内町地区、常陸太田市の町屋地区、茅根町地区の水田や集落内に多く設置されていた。また里川の流れの中に設置された傘もあった。インフォメーションセンターが里美村陣場地区と日立市東河内町地区に設置され、東河内町はプレスセンターも兼ねていた。2018年現在、開催エリアの最北にはこの地で『アンブレラ』が行われたことに由来して、傘を施設デザインのモチーフにした「道の駅さとみ」が建っている。
日本側開催地風景

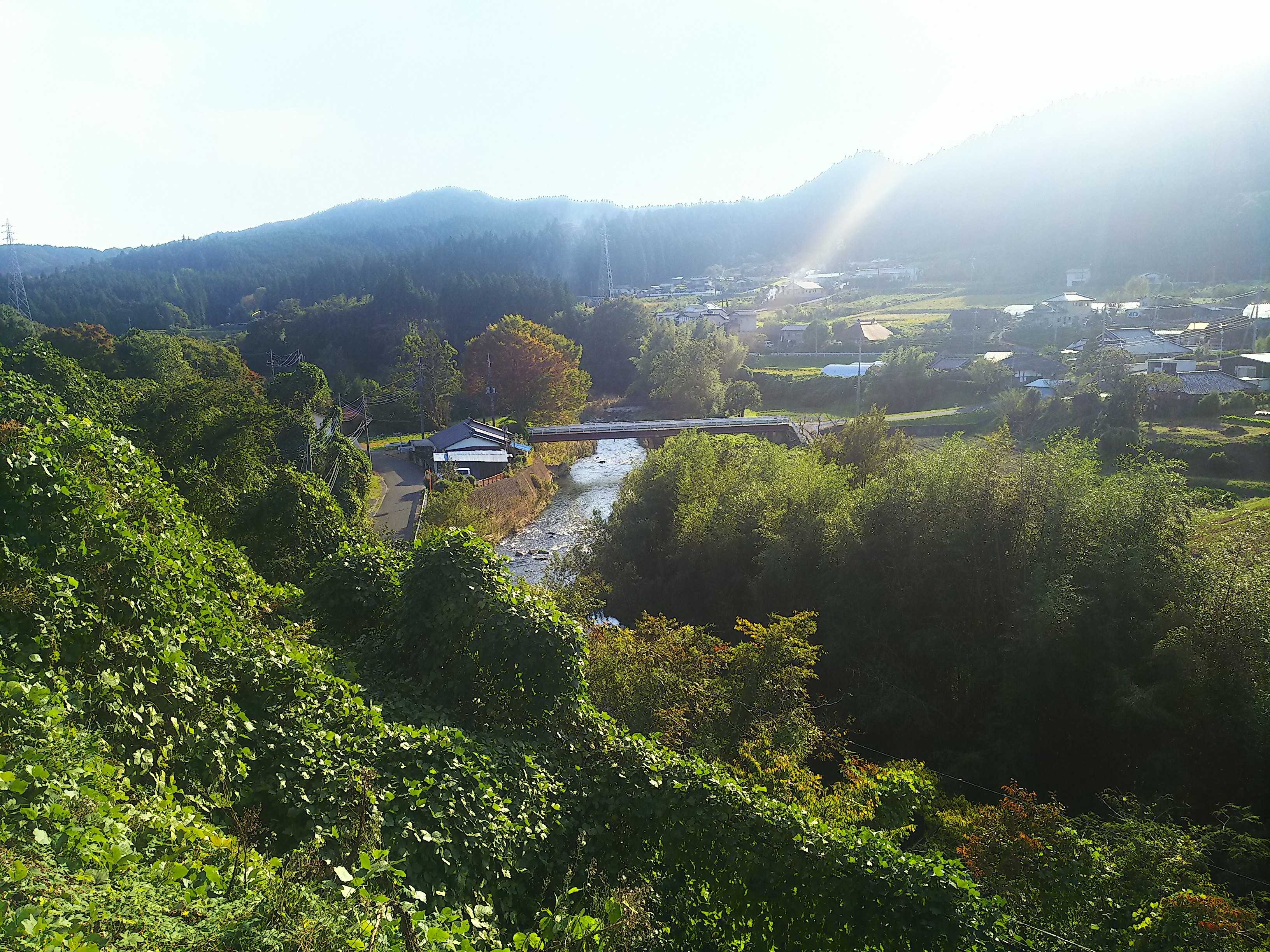
常陸太田市小菅（旧里美村地区）（2018年）
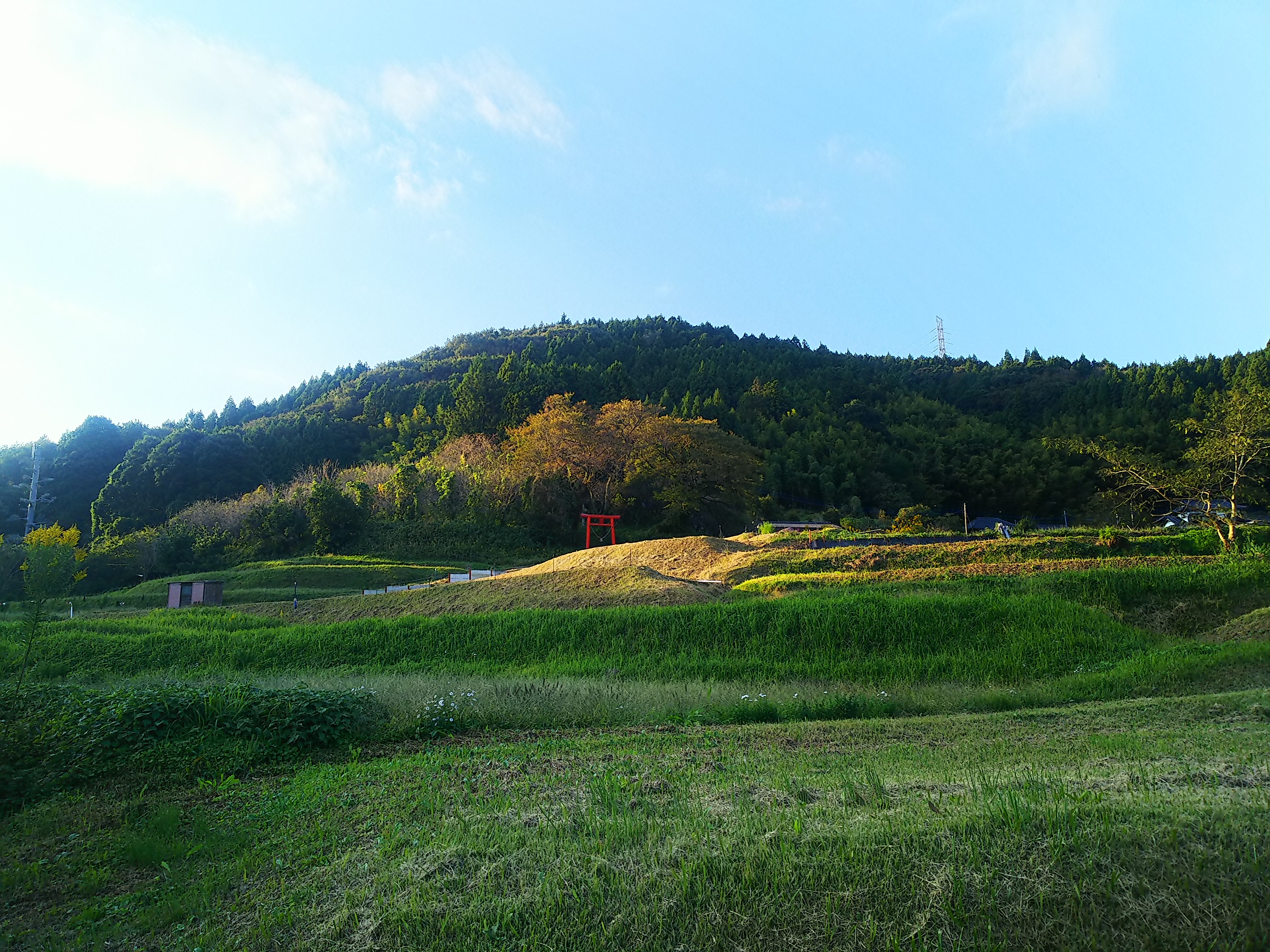
日立市下深荻町の中里トンネル北の稲荷神社遠景（2018年)
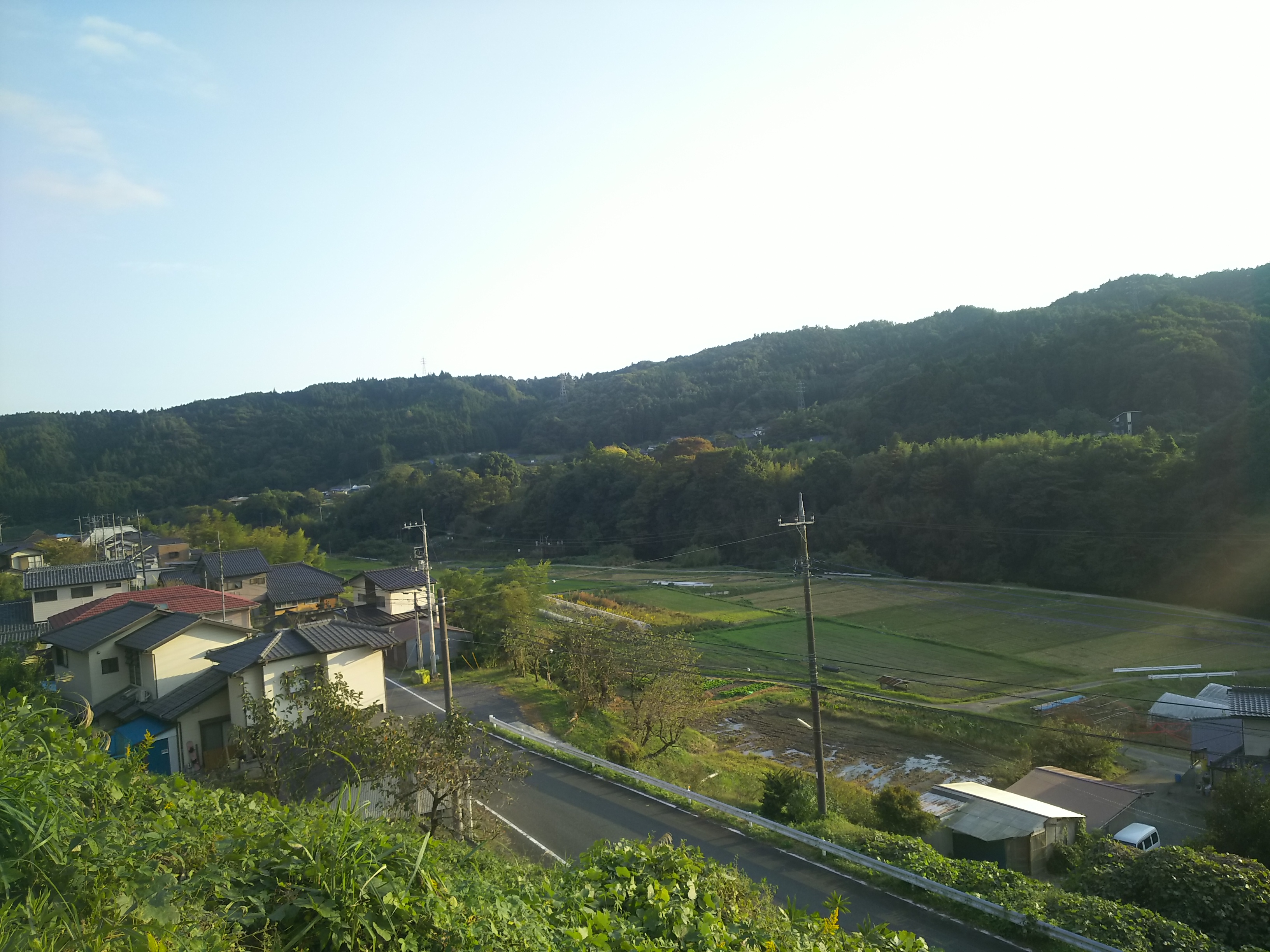
日立市下深荻地区（2018年）
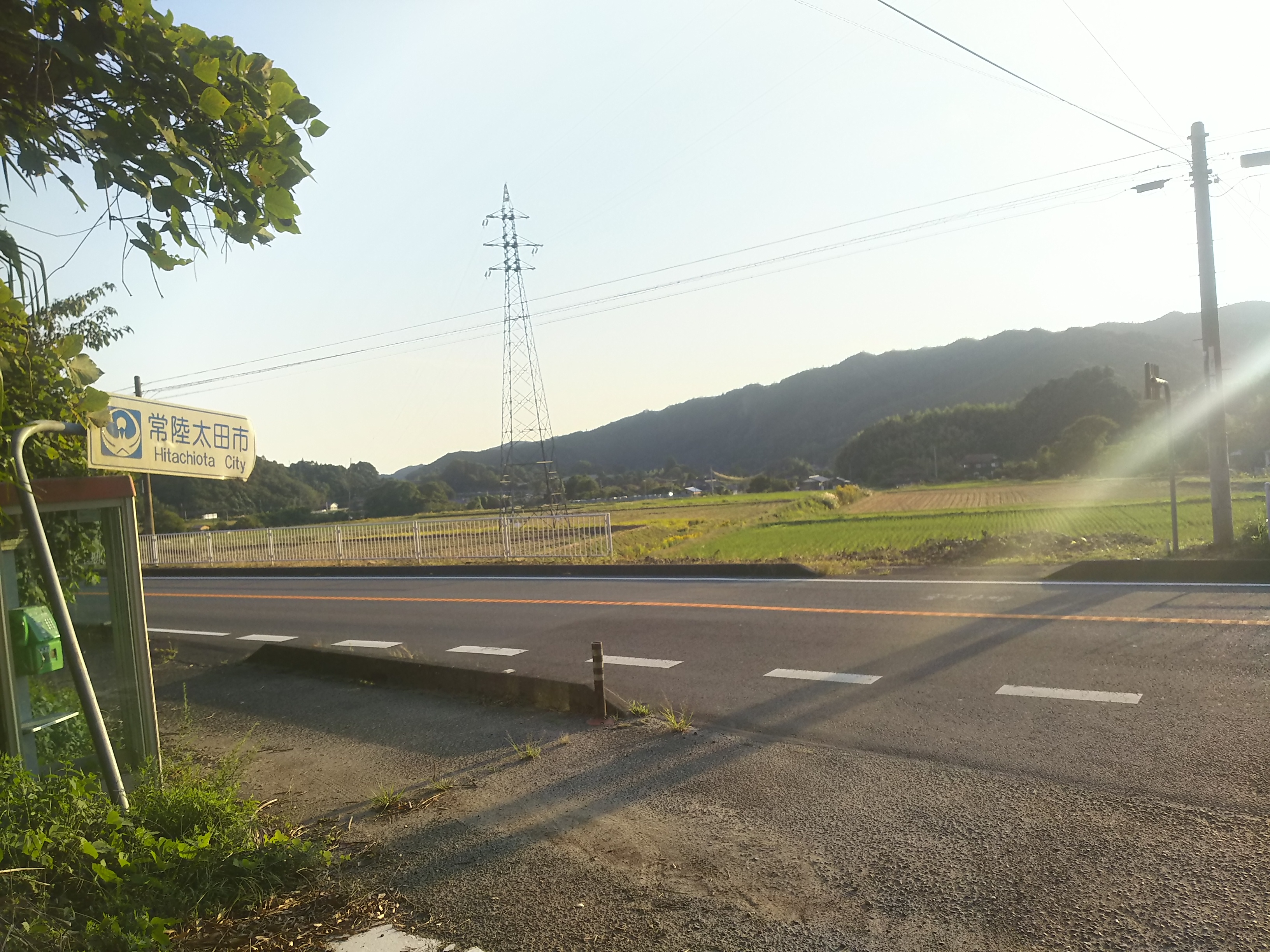
常陸太田市町屋（2018年）
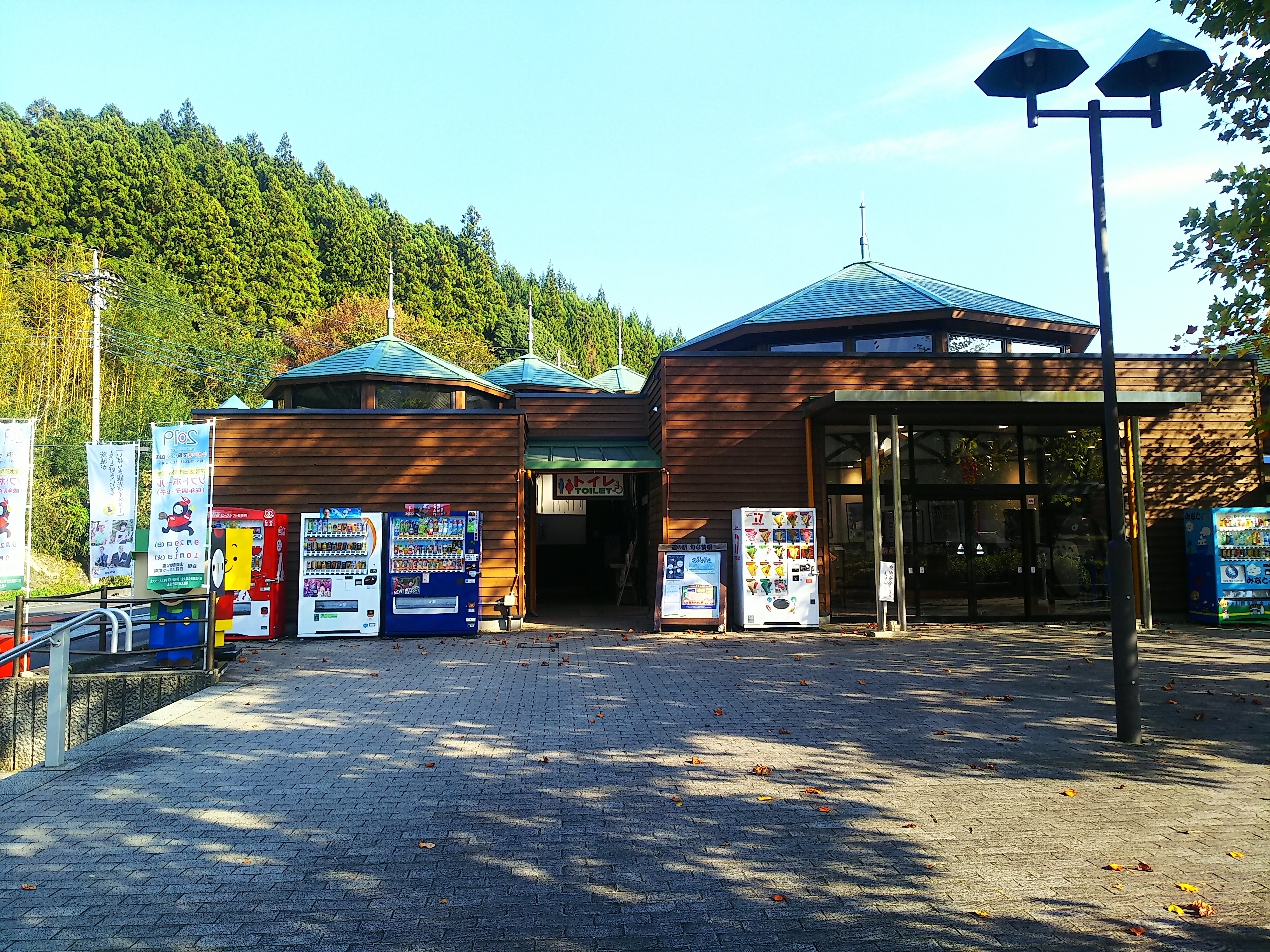
道の駅さとみ（2018年）

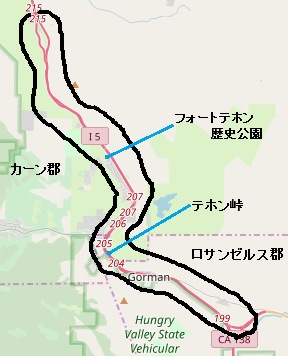
アメリカ側の開催場所。黒枠内は傘が置かれた範囲。2018年時点のオープンストリートマップより作成。

一方のアメリカ側の開催場所はテホン峠と州間高速道路5号線沿いの牧草に覆われた丘が連なった場所である。州間高速道路5号に接続するグレープバインロード（"Grapevine Road"）、デイジーロード（デイジエロード（"Digier Road"））、レベックロード（"Lebec Road"）、ゴーマンポストロード（"Gorman Post Raad"）沿いにも設置されていた。このエリアにはカリフォルニア州の最大級の地主のひとつであるテホン牧場（Tejou Ranch）や、園内にテホン砦（Fort Tejon）がある州立フォートテホン歴史公園（Fort Tejon State Historic Park）などがある。傘はレベックとゴーマンの辺りに多く配置された他、高速道路から離れた丘の上にも連なるように配置されていた。また、アメリカ側に置かれた総傘本数の約41パーセントにあたる728本がテホン牧場の所有地に置かれていた。インフォメーションセンターはゴーマンのインターチェンジ付近とレベックの郵便局付近に置かれ、レベックはプレスセンターも兼ねていた。
アメリカ側開催地風景

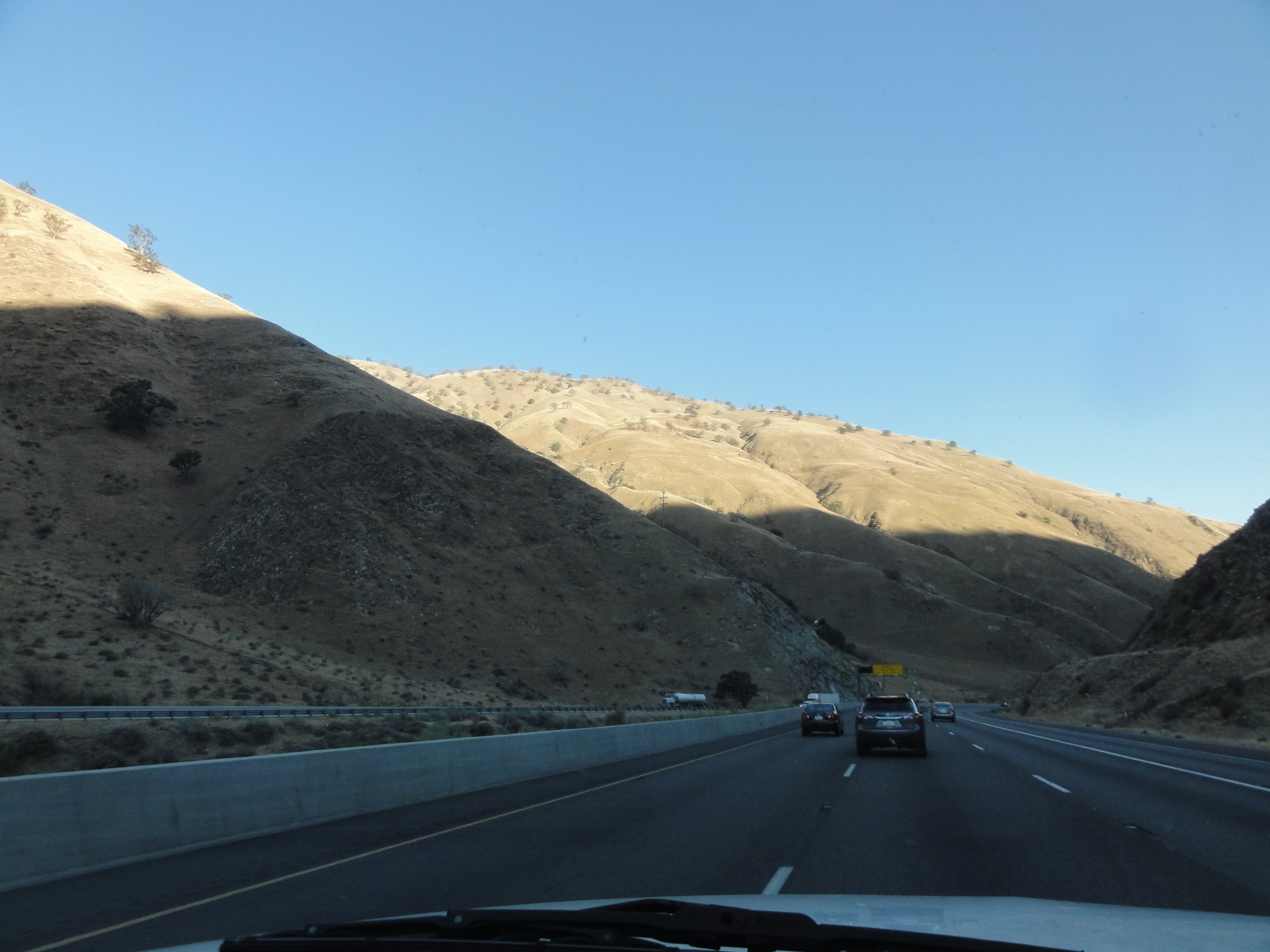
州間高速道路5号線：グレープバイン-レベック間（2015年）
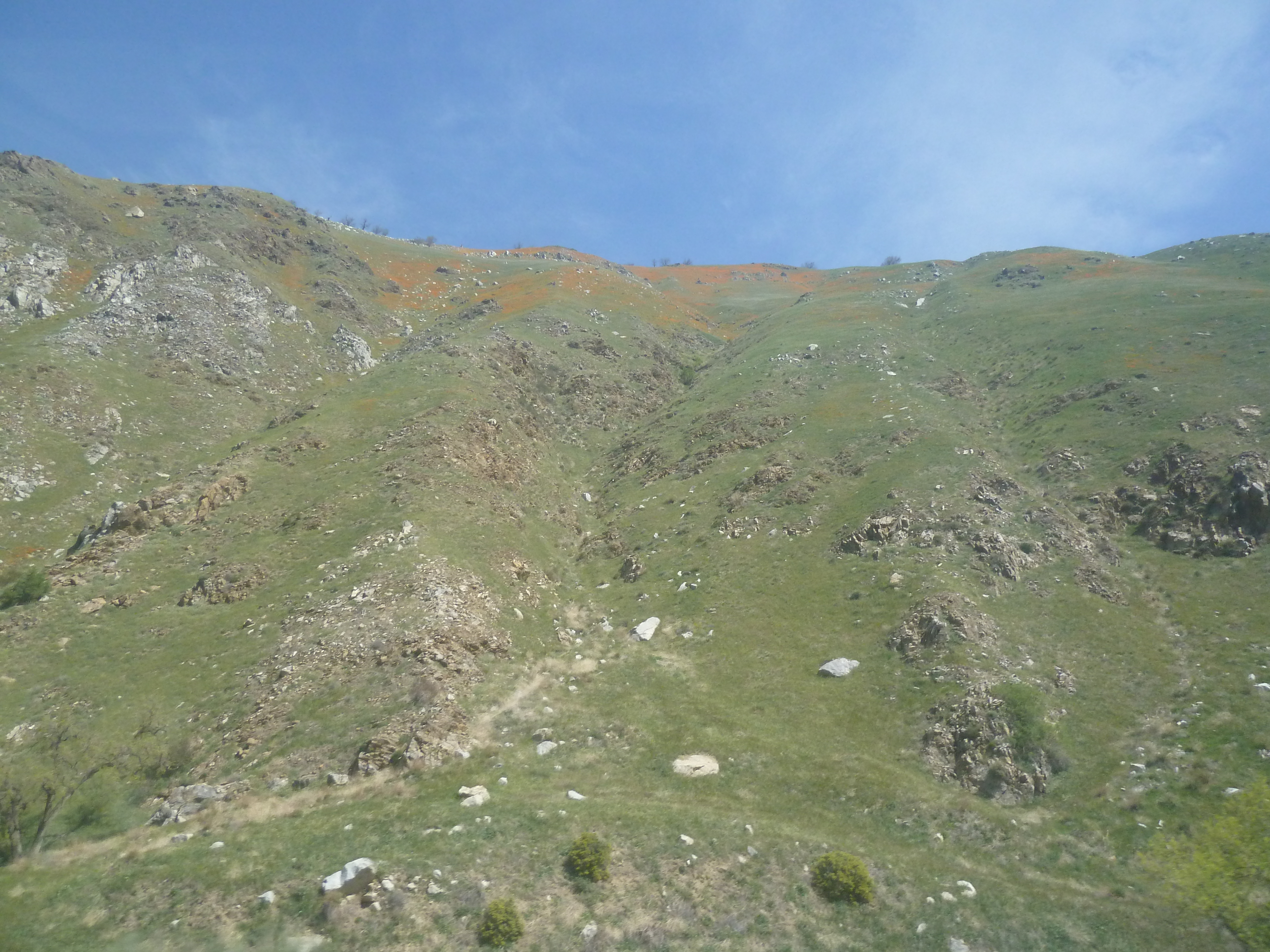
グレープバイン-レベック間の丘（2012年）
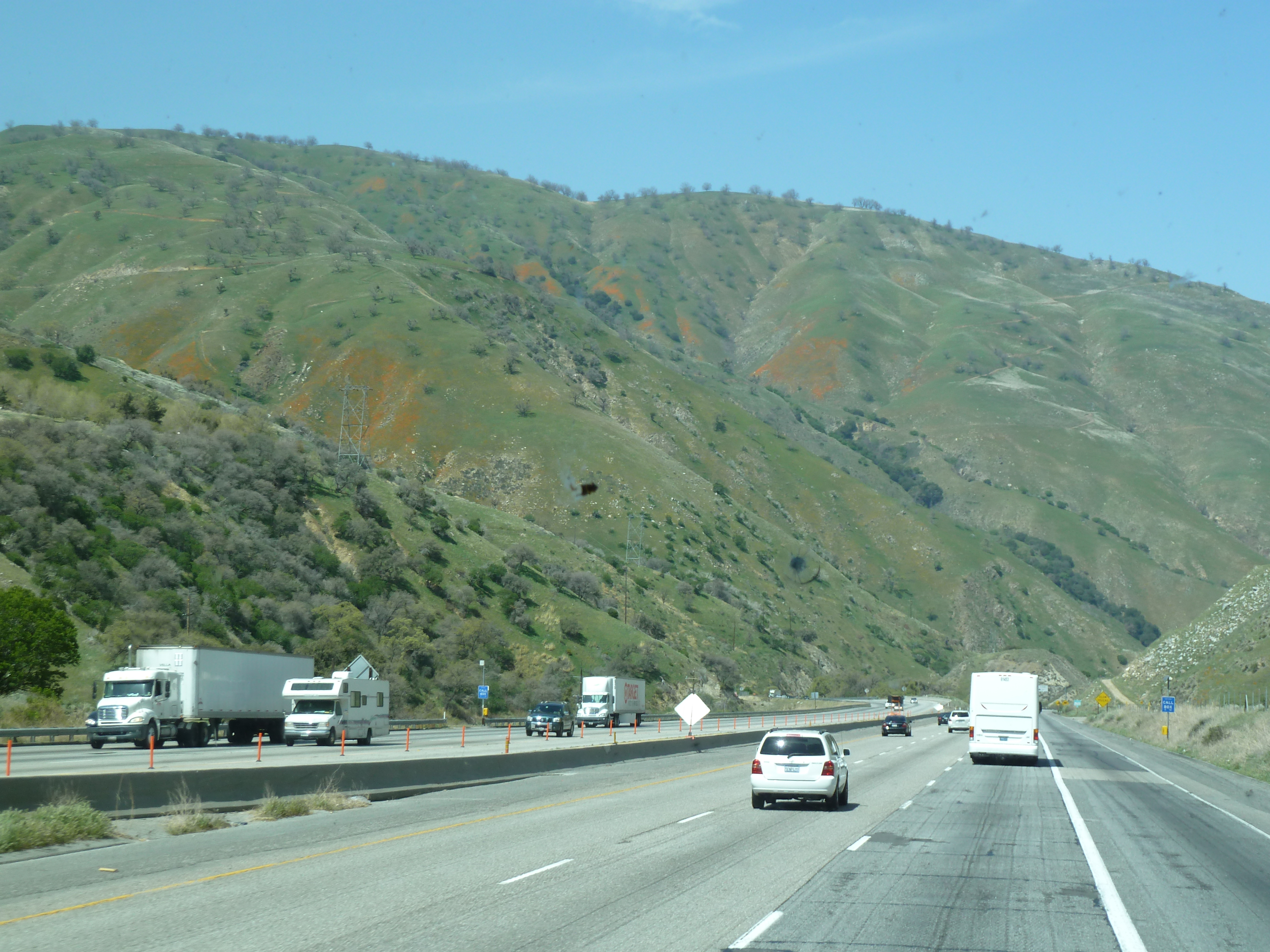
州間高速道路5号線：レベック-テホン峠間（2012年）
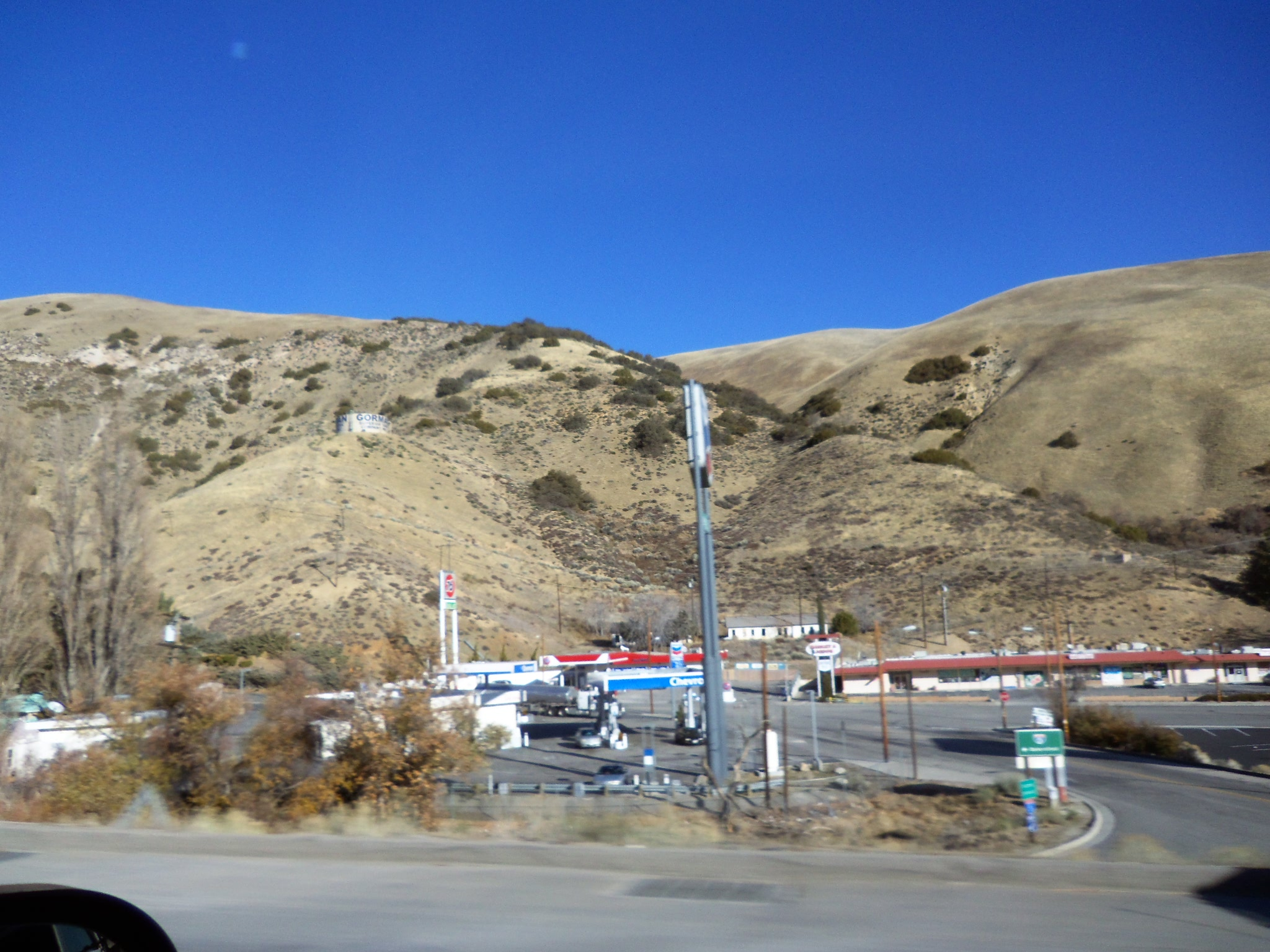
州間高速道路5号線：ゴーマン（2011年）

日米両会場とも公共交通機関の駅からは離れており、車を使わないアクセスは困難であった。だが日本側では展示エリア内に駐車場が少ないこともあり渋滞緩和策として、駐停車場を展示エリア外の常陸太田市民交流センター（愛称=パルティホール）と里美村文化センター（常陸太田市と合併後は里美文化センター）に、展示エリア内には常陸太田市町屋地区、里美村陣場地区に設けた。土日には無料のシャトルバスが常陸太田駅及びパルティホールから町屋停車場の間、町屋停車場から陣場駐車場の間、陣場駐車場から里美村文化センターの間の3コースを運行された。更に『アンブレラ鑑賞会』と称した、水戸芸術館で開催していた『クリスト展』の鑑賞付開催地周遊バスが毎日運行されていた。

## 傘等の作品構成物概要
1本の傘の寸法等のデータは下のとおり。
| 高さ（台座部分含む）                  | 6メートル                                       |
| 直径                                  | 8.66メートル                                    |
| 重量（台座部分除く）                  | 203キログラム                                   |
| 布地部分の面積                        | 59.3平方メートル                                |
| 支柱の直径                            | 21.9センチメートル                              |
| 親骨の長さ                            | 4.77メートル                                    |
| 親骨（楕円）のサイズ                  | 長辺：9.5センチメートル 短辺：5.7センチメートル |
| 受骨の長さ                            | 2.27メートル                                    |
| 受骨の直径                            | 7.6センチメートル                               |
| 傘1本の部品総数                       | 470個                                           |
| アンカーを含む標準鉄製台座1基の部品数 | 64個                                            |

プロジェクト全体で使用した素材等のデータは以下のとおり。
| 傘本数     | 総数：3100本 日本側：1340本 アメリカ側：1760本                                                                                                |
| 台座数     | 総数：3100基 日本側 標準鉄製台座：1205基 コンクリート製台座：35基 河川用台座：100基 アメリカ側 標準鉄製台座：1625基 コンクリート製台座：135基 |
| 布総面積   | 410000平方メートル |
| 支柱総延長 | 17.7キロメートル |
| 親骨総本数 | 24800本 |
| 親骨総延長 | 118.3キロメートル |
| 受骨総本数 | 24800本 |
| 受骨総延長 | 56.3キロメートル |
| 塗料       | 7600リットル |
| 総部品数   | 1655400個 |

アルミニウム製の支柱の下部側面には穴がある。ここに携帯型の手動ハンドルを取り付け、ハンドルを30秒から45秒ほど回すことで傘を開閉させた。
布地部分はバイアス（生地の布目に対して斜め）に切った三角形の布を8枚縫い合わせて1枚にされた。縫い合わせ部にはロープが縫い込まれ、このロープは親骨のセール・トンネルと呼ばれる溝に差し込まれた。こうすることで、傘の親骨の全部に布が接触することになり、開いたときに傘のラインをはっきりと出し、縁部分はピンと張りながら、風を受けた中央部分は美しくたわむ動きを出すことが出来た。これらの布加工は、世界的なヨットのセイルのメーカーであるノースセール（North Sails）によって行われた。また傘の先端は通常の傘にはある石突や陣笠といった構成部品は無く、尖ったものとなっている。これも傘を美しく見せるためのデザインであり、このデザインを可能にするために傘の頂上には特殊なバネが付けられた。
標準鉄製台座は鋼をエックス字に組み合わせた形状である。エックス字の中心には傘の支柱を取り付けるための円筒状の受け軸が付けられた。この受け軸は支柱の取り付けを容易にするため、片方だけを持ち上げ傾けることが出来た。実際の傘の取り付けではこの受け軸を傾け、数人がかりで支柱を金具にかぶせてから、人力で直立させている。また、山肌等の傾斜地に傘を設置した場合でも傘が垂直に立つことが出来るように、受け軸は地面に対し水平にする角度調整が可能なプレートの上に取り付けられていた。エックス字の４つの先端には穴があり、この穴に長さ1メートルのスクリューアンカーを差し込み、台座を地面に固定した。
台座を覆うポリマー樹脂製のカバーも設置された。このカバーは人が座れるように造られており、『アンブレラ』の開催中の写真には傘の下で台座に座りくつろいでいる観客の姿が見られる。
最終試作品の段階で傘の耐風テストが1990年1月29日、30日にカナダのオタワにある、カナダ国立研究委員会低速空気力学研究所（National Research Council,Aerodynamic Laboratories）の風洞実験施設で行われた。そして傘は、開いた状態で秒速28メートル、閉じた状態で秒速49メートルの風に耐えられるとの結果が出されている。

## プロジェクトの経過

### 1991年9月以前
1969年に初めて来日して日本に関心を持ったクリストとジャンヌ=クロードは、その頃招待されていた1970年の第10回日本国際美術展（"東京ビエンナーレ"とも言う）と、オランダの都市アルンヘムにあるソンスビーク公園（Park Sonsbeek）での大規模な展覧会の二つにおいて、『包まれた遊歩道、東京、上野公園とオランダ、アルンヘム、ソンスビーク公園のための2つの部分からなるプロジェクト（Wrapped Walk Ways, Two-Part Project, Ueno Park, Tokyo,Japan-Sonsbeek Park, Arnherm, Holland.）』という上野公園とソンスビーク公園の2つの場所を使ったアートプロジェクトを計画した。しかし、この時は日本での許可が取れず断念していた。後の、この失敗についてどう思うか?、との写真家安齊重男の問いに対し、クリストは「日本の社会構造を知るために時間が少なかった」と述べている。この1970年の失敗以降頻繁に日本を訪れるようになったクリストとジャンヌ=クロードは、日本での人脈を強くし、日本社会への理解を深め、日本と西洋の2つの場所を使ったプロジェクトへ関心を持ち続けた。そして『包まれた遊歩道』の15年後に満を持して『アンブレラ』に取りかかった。それは1984年のクリスマスに『アンブレラ』の最初のドローイングが描かれた時から始まった。
最初の作業としてクリストとジャンヌ=クロードは、"人々が実際に生活を営んでいる場所"、"傘を様々な高さや角度から見られる渓谷部"、"容易に行ける場所"、"有名な記念碑や建造物が無い一般的な場所"を条件に傘を置く場所の選定に取りかかった。日本側の選定は1985年から1986年の間で計3回行われた。1回目は1985年4月22日に行われた。この時は日本側のプロジェクト・ディレクターを務めたニューヨーク・タイムズの東京支局長だったヘンリー・スコット・ストークスと共に九州を約300キロメートル回った。2回目は1986年4月12日から21日にかけて淡路島、奈良県、琵琶湖、丹後半島、そして茨城県など約5700キロメートルを回った。茨城県を巡ったのは元読売新聞文化部次長で美術ジャーナリストの海藤日出男の勧めからであった。この時の茨城県への旅で、開催地となる場所が見いだされた。3回目は1986年10月21日から10月29日にかけて行われ、甲府、奈良、郡山といった地域も見たが、ほぼ開催地に決めていた前回見た茨城県の場所を細かく調査する方に多くの時間を費やした。もう一つの候補地の奈良県桜井市も回ったが、この3回目の旅で茨城県北部が開催地に決まった。
アメリカ側の開催地探索は1986年7月11日から7月20日にかけて行われた。この時の旅にはアメリカ側のプロジェクト・ディレクターのトム・ゴールデン（Tom Golden 又は トーマス・M.R.・ゴールデン Thomas M.R. Golden）も加わりサンディエゴ周辺やロサンゼルスの北周辺を約5000キロメートル巡った。この1回の旅でカーン郡、ロサンゼルス郡の開催地が決定した。
1987年7月10日、クリストとジャンヌ=クロードは茨城県庁（当時は水戸市三の丸に所在）で竹内藤男茨城県知事と面会しプロジェクトについて説明した。この面会は竹内と親交があった政治評論家の早坂茂三の取り計らいもあって実現している。翌11日は武藤彬常陸太田市長、立花留治日立市長、井坂紀一里美村長と面会した。竹内は面会当初から協力的な姿勢を見せ、面会の数週間後には県庁内でプロジェクトへの担当者を配置するなど、茨城県側の受入態勢を整えていった。
『アンブレラ』に関しての広報は、遅くとも1985年9月下旬までには、現在計画中のプロジェクトとして、日本とアメリカ西部において巨大な傘を同時に多数設置する、との大まかな概要がアーティスト側から発表されている。1987年7月18日、軽井沢の高輪美術館で『クリスト展』が始まる。この展覧会で『アンブレラ』のドローイングや計画段階の資料が展示された。また展覧会初日には開催場所等主要な内容が定まった『アンブレラ』について最初の記者発表が行われた。この時の発表時では名称は『アンブレラ、日本とアメリカ西部のジョイント・プロジェクト（The Umbrellas, Project for Japan and Western U.S.A）』であった。21日には日本外国特派員協会で『アンブレラ』の世界発表が行われた。アメリカ側では9月9日にサクラメントで記者会見が行われている。外国特派員協会発表時には名称は『アンブレラ、日本とアメリカ合衆国のためのジョイント・プロジェクト（The Umbrellas, Joint Project for Japan and U.S.A』となっており、以後1991年の実現近くまでこの名称で通された。また、計画当初は開催予定時期は1990年10月とされていた。
カリフォルニア側では、トム・ゴールデンがプロジェクトの許諾を得るために1987年7月下旬から行政当局、議員、地主と接触を始めている。クリストとジャンヌ=クロードは1976年にカリフォルニアにおいて、白いナイロン製の布をソノマ郡とマリン郡に39.4キロメートルにわたって張った『ランニング・フェンス（Running Fence）』という作品を成功させた実績があったこともあり、行政や議会は『アンブレラ』に対し好意的な反応を示した。そして、1987年9月9日のサクラメントでの記者会見後にカリフォルニア州議会は作品の舞台に再びカリフォルニアを選んだことに感謝する"決議文（Resolution）"を彼らに渡しており、その後のアメリカ側での行政関係の許認可はスムーズに進んだ。ただ世間では全面的に支持された訳では無く、例えばカリフォルニアの新聞ロサンゼルス・ヘラルド・エグザミナー（Los Angeles Herald Examiner）は1987年8月16日付けの社説において、傘を置こうとする場所の”眼にするだけで新鮮な空気を吸い込んだような気分にさせる”環境を壊すものだ、として大規模なプロジェクト開催に異議を唱えている。
日本側の傘を置く場所の個人の地権者から同意を得る作業は1987年10月から始まった。日本側の地権者は多くが農家で、その数は450者を超えていた。クリストとジャンヌ=クロードは住民説明会を通して説明をすると共に、可能な限り農家個人の元を訪ね一対一で説明をして回った。この時の説明作業についてクリストとジャンヌ=クロードは「茨城で地権者の同意を得るために6000杯のお茶を飲んだのです」と、やや誇張した表現ではあるがその膨大さを話している。最終的に、この『アンブレラ』で傘の設置に同意しなかった茨城県側の地権者は1名のみであった。また、茨城県によって『アンブレラ』で設置する傘が一時的に設置される仮設建築物と見なされたことで、建築基準法、道路交通法、河川法等の法的な問題のハードルは低くなった。
『アンブレラ』で使う傘の製作は強度面・デザイン面から検討が進められ1989年末までに基本設計が終了した。傘の支柱・骨組の製造と組み立ては、アルミニウム加工を得意とする開催地に近いベーカーズフィールド のレイン・フォー・レント（Rain for Rent）が、布の裁断と縫製はヨットのセイルの世界的なメーカーであるノースセール（North Sails）が行った。ノースセールが選ばれたのはヨットで培われた技術で、風を受けた傘の膨らみとたわみを美しく表現してくれることを期待してのものであった。
実際に傘を置く場所を決める作業はアメリカ側で1988年9月に約1ヶ月かけて、日本側では同年10月13日からほぼ12日間かけて行われた。クリストとジャンヌ=クロードは地図と測量道具を携え開催場所を巡り、決めた場所に杭を打ち込んでいった。日本側ではアーティストの他、行政職員、測量士、通訳の他、地元の事情に精通した住民がこの作業に帯同した。この1988年の作業で日米の傘設置箇所が一旦は決められたのだが、その後、茨城県側でバイパスが造られたり、茅葺き家が現代住宅に建て替えられていたりと景観が変貌しており、クリストとジャンヌ=クロードはプロジェクトスケジュールのギリギリまで位置の変更・調整に拘った。
1990年にはプロトタイプの傘を使った風洞実験や、現地で実際に試作品を立ててのカラーテストなどが行われ、8月から実際に展示する傘の製造が開始される。また開催時期も、遅くともこの年の5月には当初より1年遅れの1991年10月になっている。
1990年11月に日本側の地権者に向けて傘の台座を置くための説明会が開催される。傘を設置するための台座の設置を田植えが始まる前に行わなければ、スケジュール的に間に合わないことが判明した為、その理解を求めるのが目的であった。日本側の地権者には当初の傘設置に対する契約時には、傘1本につき1万円、ただし10本を超える場合には10万円の賃貸料を支払うとされていた。しかし今回、田植え前に台座を設置することで稲の作付けが出来なくなる部分が出ることから、新たに台座1つにつき5千円の"迷惑料"を支払うこと等をクリストとジャンヌ=クロードは提示し、理解を求めた。その甲斐あって、12月25日から日本側で台座の設置作業が始まった。アメリカ側の台座設置作業は1991年1月15日から始まった。
会期については、まず1991年の4月中に、10月8日から28日に行うことが決定され、その後、1日延長して10月8日から29日に行うことが、7月前半までに正式決定した。
1991年7月9日、日本で展示する傘を載せたコンテナ船の第一便がロングビーチ港を出港する。以後、傘は数回に分けて日立港へ運ばれた。
そしてクリストは1984年の着想から1990年7、8月までの間に300点の『アンブレラ』に関するドローイングやコラージュを制作し、更に開催直前までドローイング等を制作し続けている。ドローイング等に描かれた傘の姿は制作時期が下るにつれ明確になって行き、クリストが描くことによってプロジェクトのイメージを練り上げていったことが分かる。これらドローイング等はアーティストが描いている構想を地権者、行政機関、技術者等に伝えるのにも役立った他、それ自体が優れた美術作品として美術市場に流れるもので、クリストとジャンヌ=クロードのプロジェクトの資金源となっている。
以上のような準備が進行するうちに、計画当初では800万ドルと概算されていた『アンブレラ』の費用は大きく膨れあがり、最終的には2600万ドルとなった。

### 1991年10月以後
1991年10月3日、台座への傘の取り付けが本格的に開始される。この作業にはプロジェクトで契約した設置請負会社の作業員の他、日本側では600人、アメリカ側では960人の学生、アーティスト、農民等が参加している。彼らには揃いのユニフォーム、ヘルメットが渡され、トレーニングを受けた後、傘設置の作業に参加した。
なお、彼ら一般参加者は無償のボランティアでは無く、『アンブレラ』以外のプロジェクト同様、彼らには賃金が支払われている。これはクリストとジャンヌ=クロードの、プロジェクトは一切の資金援助を受けず行う、との姿勢の徹底した表れである。
1本203キログラムの傘本体は展示現地近くまではトラックやヘリコプターを使って運ばれたが、最終段階は人力による運搬であった。傘本体を包んでいたカバーには10個の取っ手が付けられており、それを持って台座まで運び、台座に取り付けてロープ等を使って直立させる作業が10人程度で行われた。
傘本体の台座への取り付けが終わり、青又は黄の柱が林立する景観へと変貌した茨城とカリフォルニアの開催地は8日の開花予定日を待っていた。しかし開花予定日の3日ぐらい前から茨城県北地域は不順な天候が続いていた。また10月4日に発生した台風21号が日本接近の様子を見せており、今後天候がどうなるかの予想は立たなかった。
開花予定日の前夜、クリストとジャンヌ=クロードは常陸太田市民交流センター（パルティホール）で開催されたレセプション後の記者会見で日本側での悪天候を理由に翌日の開花を日米とも延期することを発表した。この時クリストはプロジェクトに対する信念を次のように述べている（一部仮名化）。
開花予定日だった8日の日本側では延期を知らず集まった観客もいたが特別の混乱は無かった。開花作業の為、集められていた作業員達もこの日は待機することになった。
9日、雨があがった朝、日本側での開花作業が始まった。青いカバーが外され姿を現した傘本体は、支柱下部に取り付けたハンドルが回されるとゆっくりと開いていった。午前9時にはほとんどの傘が開いた。クリストとジャンヌ=クロードは傘が開いた光景を車で見て回った。この時クリストはアメリカ側の開花を見るために急いで成田空港へヘリコプターで向かわねばならない状況であったが、開花の光景に興奮した様子で各所で車を止め、青い傘と茨城の水と緑の調和に感嘆の言葉を漏らした。
一方のアメリカ側は現地時間で9日となる朝に開花作業が始まり、日本からカリフォルニアに飛んだクリストはアメリカ側の開花にも立ち会うことが出来た。この日米同時による壮大な作品開催のニュースはアメリカの主要メディアの他、イギリス、ドイツでも報じられた。
しかし、この時の日本側では開花した9日の夜から強風と大雨、また接近する台風21号で緊迫した状況になっていた。台風21号は9日の時点では沖縄県南南東にあったが、日本接近の進路予想を見せ、今後強まる風雨で多大な危険性が予想されていた。実際、既に9日の夜には強風で破損した傘が出るなどの被害が発生しており、倒れた傘の布を破り被害拡大を防ぐなど懸命の措置が行われた。この状況でクリストとジャンヌ=クロードは日本側の傘を一旦閉じる判断を下した。10日の午前中から傘を閉じる作業が開始され、午後2時には、閉じると却って危ないと判断された里川内に設置された傘を除いた全ての傘が閉じられた。この時の閉じる作業には代官山に「アートフロントギャラリー」を設立していた北川フラムの、友人である柳正彦の求めに応じてスタッフを連れて駆けつけ、作業員不足を補う等の協力もあった。
13日、クリストが茨城に戻り、台風が過ぎた15日に再び日本側の傘は開かれ、日米とも満開の状況となった。17日にはジャンヌ=クロードがアメリカに渡り、カリフォルニアの谷に咲く黄色い傘を見た。
日本側では15日の再開以後は順調に展示は進み、傘を見るために県内外から多くの観光客が訪れた。国道349号は期間中最大17キロメートルの渋滞を起こし、沿道では特産の巨峰が売られるなどされた。また常陸太田、佐都（常陸太田市）、町屋（同左）、中里（日立市）、里美の各郵便局は臨時出張所を開設し各所を巡るスタンプラリーを実施したり、里美村は地元とカリフォルニアの物産展を開くなど、『アンブレラ』にあやかった催しも会期中行われた。
一方のアメリカ側は9日の開花日当初が40度を越える季節外れの猛暑日となる中、多くの観客が訪れていた。10日のロサンゼルス・タイムズは、『アンブレラ』を見に1万人が訪れ交通量は平日の約40パーセント増になっていた、と報じている。ヘリコプターを使っての上空からの鑑賞や、記念Tシャツなどの土産物の販売等便乗ビジネスも盛んに行われ、ユニークなイベントとして、傘の下での結婚式というのも行われていた。

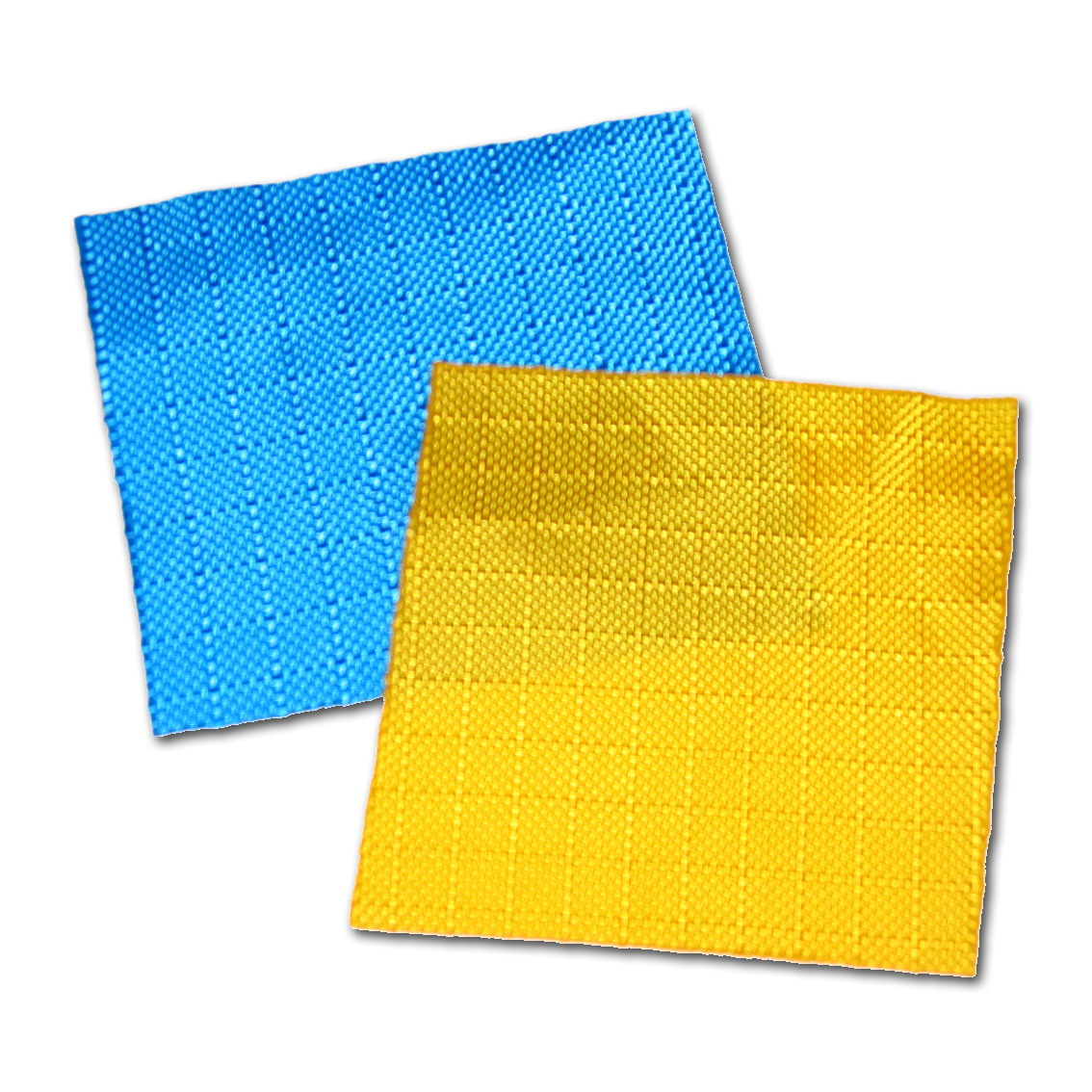
配布された傘の布地

日米とも、来場者には日米の開催地が書かれた両面印刷の地図と、傘の布地裁断の段階で生じた余り布がサンプルとして渡された。20日、アメリカ側では強風発生の恐れがあった為、多くの傘を閉じる措置がとられた。翌日には再び開かれた。また、アメリカ側では開催期間前半に傘の展示場所から1.6キロメートル離れた場所にいた人が落雷で怪我をするという事故も起きている。林立する傘の金属フレームは落雷を誘発する危険性があり、ロサンゼルス郡の消防士は暴風雨の時は傘に近づかないようにすべし、との警告を出していた。

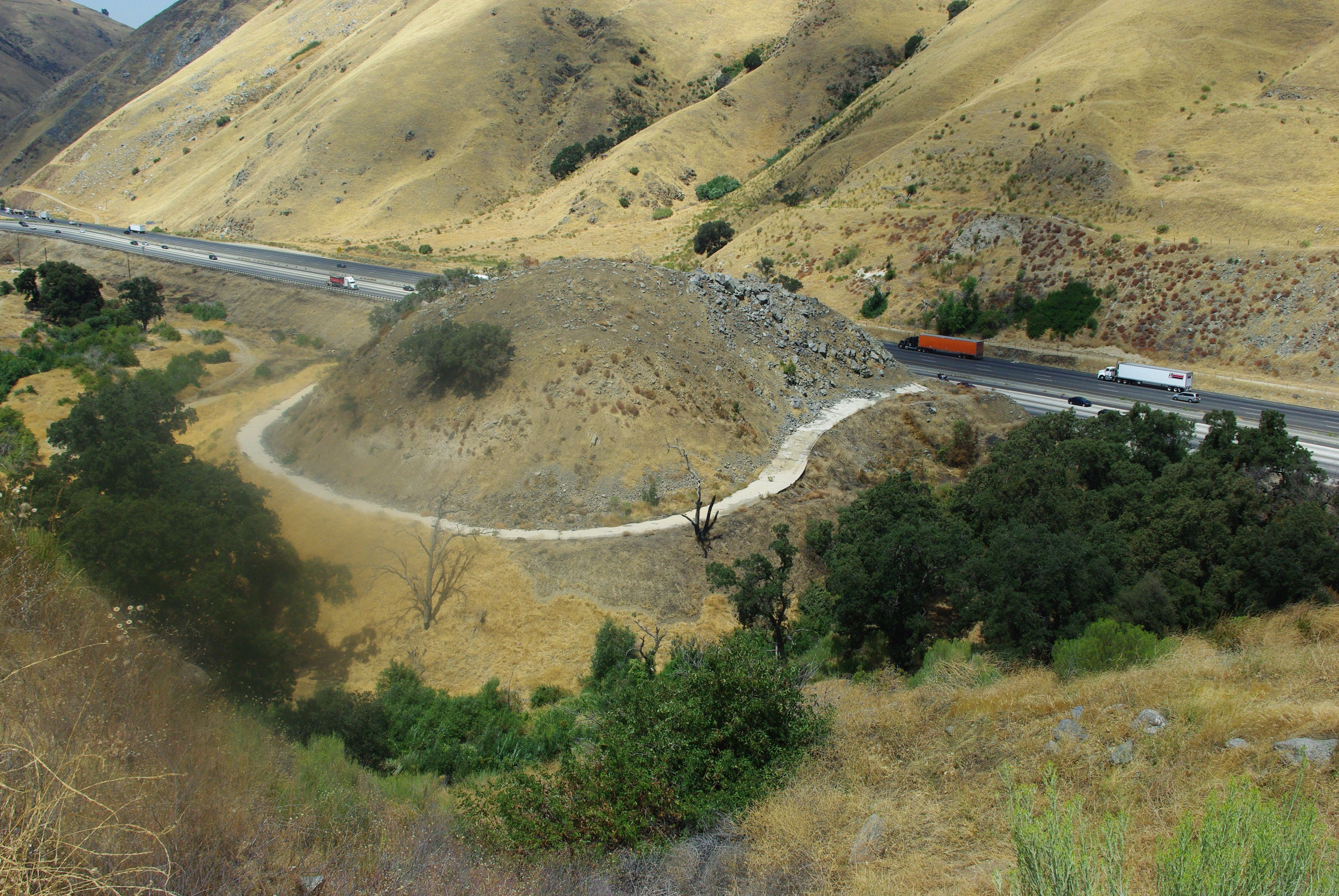
事故が起きた場所の近くにある州間高速道路5号線沿いの"デッドマンズカーブ"。週間高速道路5号線が通る前にあった、リッジルート（Ridge Route）の区間は、デッドマンズカーブとして知られていた。

10月26日（日本時間は27日）、アメリカ側会場で強風で吹き飛ばされた傘により観客が死亡する事故が発生した。
事故が起きたのは午後5時頃で、吹き飛ばされた傘は州立フォートテホン歴史公園の北の"デッドマンズカーブ（Dead Man's Curve 北緯34度53分12秒 西経118度54分20秒 / 北緯34.886703度 西経118.905641度）"と呼ばれる場所近くのデイジーロード（Digier Road）沿いに建っていた。この場所はアメリカ側での『アンブレラ』の見所場所のひとつであった。事故発生の前週から続いていた強風で傘本体と土台を固定する部分が緩んでいた所に、事故発生時に起きた毎秒20メートル（アメリカ報道では時速40マイル）の風が傘を吹き飛ばした。吹き飛ばされた傘は道を横切って飛び、30代の女性に後ろから当たり、更に彼女を近くの岩に打ち付けた。彼女は現場で死亡した。遺骸には背骨、頭蓋骨、顔面の骨折や脳挫傷などが刻まれていた。事故発生時には、女性の死の他、数人のけが人も出ていた。アーティスト側の弁護士は傘は死亡した女性に当たったとの証拠は無い、とも申し立てていたが、カーン郡検察庁は傘は被害者に当たっていたと結論づけた。
アメリカの事故の知らせは日本時間の27日正午前に、日本に居たクリストとジャンヌ=クロードに届いた。それを聞いたクリストは壊れて泣いた、という。そしてクリストとジャンヌ=クロードは即座に『アンブレラ』の中止を決定し、日米とも傘を直ぐに閉じることを命じた。午後5時半からの緊急記者会見でクリストとジャンヌ=クロードは遺族への弔意を示した後、両名ともカリフォルニアへ向かった。
アメリカ側会場は何百本もの傘が風で壊された姿をさらしている状況であった。そして、27日の傘の閉鎖作業は強風に悩まされ、その日の内には作業を終えることが出来なかった。
一方、日本側の傘の撤去作業は28日から始まり31日には傘本体部分の撤去は終わる見込みであった。しかし、31日午前11時50分頃、日本側での傘撤去作業中に50代の男性作業員の死亡事故が発生する。事故が起こったのは常陸太田市町屋地区の国道349号から約90メートル奥へ入った農道。この辺りは日本側の『アンブレラ』の最大の見所であった町屋会場の中央部であった。ここで、水田にあった傘をクレーン付きトラック車の荷台に積み込む為、クレーン操作をしていた作業員が感電し、収容先の病院で死亡した。感電の原因は地上から高さ約7.5メートルにあった特別高圧線にクレーンのアームが接触したか、或いは近づきすぎた為、である。この事故で周辺の32000戸が約20秒間停電した。
日本側の事故の報告を受けたクリストとジャンヌ=クロードは日本へ戻り、作業員の家族を見舞った。
アメリカ側の事故については発生からほぼ1年後、アーティストと被害者家族の間で和解が成立したとの報道がなされている。
ジャンヌ=クロードは『アンブレラ』で67回の来日をした、と語っている。

## 公式記録メディア
クリストとジャンヌ=クロードは各プロジェクトの実施後、彼ら自らの手で編纂した記録集の発行と、映画専門家に製作依頼した記録映画の発表を行っており、『アンブレラ』には以下のものがある
- 記録集

『Christo and Jeanne-Claude:The Umbrellas,Japan-USA,1984-91（邦題：クリスト・アンド・ジャンヌ=クロード アンブレラ 日本-アメリカ合衆国、1984-91）』
『アンブレラ』の交渉段階から実施までの詳細な内容がクリスト、ジャンヌ=クロード、及び『アンブレラ』のプロジェクト・ヒストリアンの柳正彦による英語・日本語併記による文章と、ウォルフガング・フォルツによる写真、クリストのドローイング及び、プロジェクトで発生した契約書、図面、通信文書等で紹介されている。1422頁を2冊に分冊した各28×30センチの横長の形態でクリストとジャンヌ=クロードの各プロジェクトの記録集の中でも最大の厚さを持っている。ドイツの出版社タッシェンが2500部限定で発行した。
- 記録映画

『アンブレラ（Umbrellas）』
ヘンリー・コーラ(Henry Corra）、グラハム・ワインブレン（Grahame Weinbren）及びドキュメンタリー映画の兄弟作家チームのメイスルズ兄弟の兄アルバート・メイスルズ（Albert Maysles）らが[[映画監督}監督]]した81分のドキュメンタリー映画。日米での地権者への交渉作業、傘の設置作業や、台風の接近で緊迫している日本側の状況、日米で開花した光景、事故が起きた時の様子などが記録されている。1994年2月の第44回ベルリン国際映画祭で初上映された。1996年3月のモントリオール国際芸術映画祭（International Festival of Films on Art in Montréal（仏語：Festival International du Film sur l'Art（FIFA））ではグランプリとPeople’s Choice Awardを受賞した。この映画はクリストとジャンヌ=クロードのドキュメンタリー映画5作品をまとめた3巻組のDVD『Five Films About Christo & Jeanne-Claude』（2004年）の中の第3巻に収録されている。日本では2006年にIMAGICAから発売されている。

## 展覧会
クリストとジャンヌ=クロードは自分達のプロジェクトを実施した後、ドローイングや写真の他、実際に設置した現物やプロジェクト中に発生した文書等を展示する展覧会を開催しており、彼らはこれを"ドキュメンテーション展"と呼んでいる。『アンブレラ』には2018年までにドイツ、スイス、日本の順でドキュメンテーション展が開催されていた。

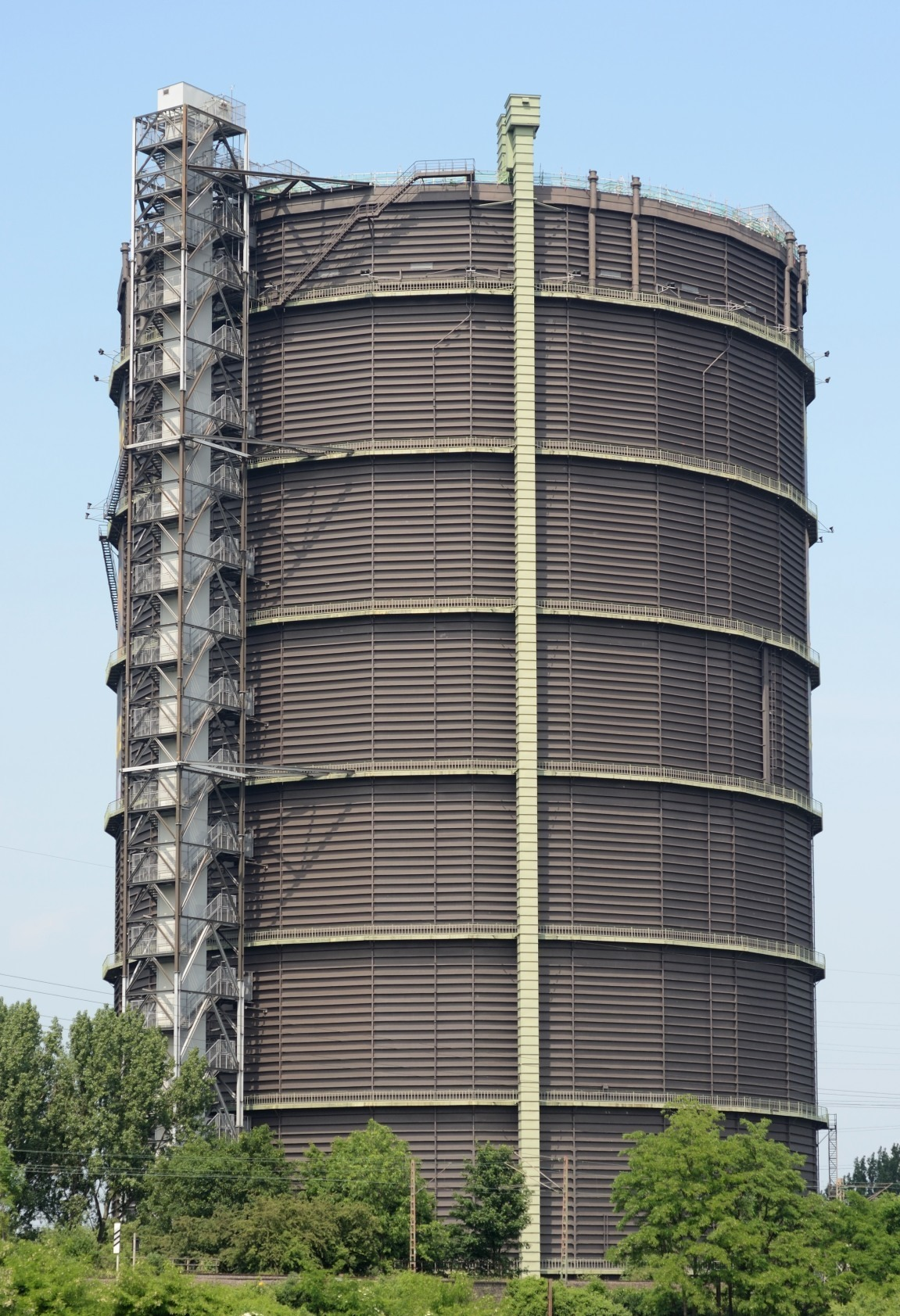
ガソメータ オーバーハウゼン

ドイツのドキュメンテーション展は1999年にオーバーハウゼン市にある”ガソメーター（Gasometer）"という、かってはガスタンクとして使用されていた巨大な建造物内で開催された『壁− 13,000 個のドラム缶（The Wall - 13,000 Oil Barrels）』展（1999年5月1日から10月半ば迄）と同時に開催された。展覧会カタログは、『Christo; Jeanne-Claude; Wolfgang Volz (1999). The Umbrellas, Japan-USA, 1984-91 a documentation exhibition : Wrapped Reichstag, Berlin 1971-95 a documentation exhibition : The Wall, Gasometer, Oberhausen 1999 13,000 Oil Barrels. Taschen. ISBN 3822868779. NCID BA49685869』である。

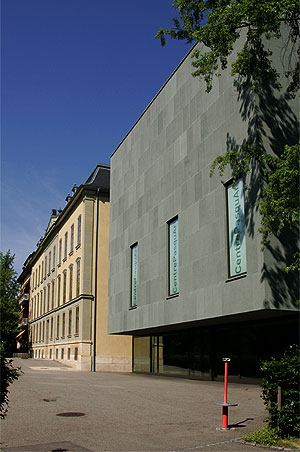
パスクアートセンター

スイスのドキュメンテーション展は2004年8月29日から11月14日までの会期でビール/ビエンヌのパスクアートセンター（Centre PasquArt）で行われた『Christo and Jeanne-Claude』展の中で行われた。この展覧会は三部構成でクリストとジャンヌ=クロードの活動を紹介したもので、第一にスイスでの彼らの活動を紹介した“Swiss Projects 1968-1998” 、第二に『アンブレラ』のドキュメンテーション展である“The Umbrellas, Japan-USA, 1984-1991, a Documentation Exhibition” 、第三に翌2005年にニューヨークのセントラルパークで開催する『ゲーツ（The Gates）』を紹介する“The Gates, Project for Central Park, New York City”から成り立っていた。前回ドイツでの『アンブレラ』のドキュメンテーション展が行われた施設は美術館ではなかったので今回が初めて美術館で行われたドキュメンテーション展であった。展覧会カタログは、『Christo; Jeanne-Claude (2004). Christo and Jeanne-Claude : Swiss projects 1968-1998. CentrePasquArt. ISBN 9783907638071. OCLC 70177781』である。

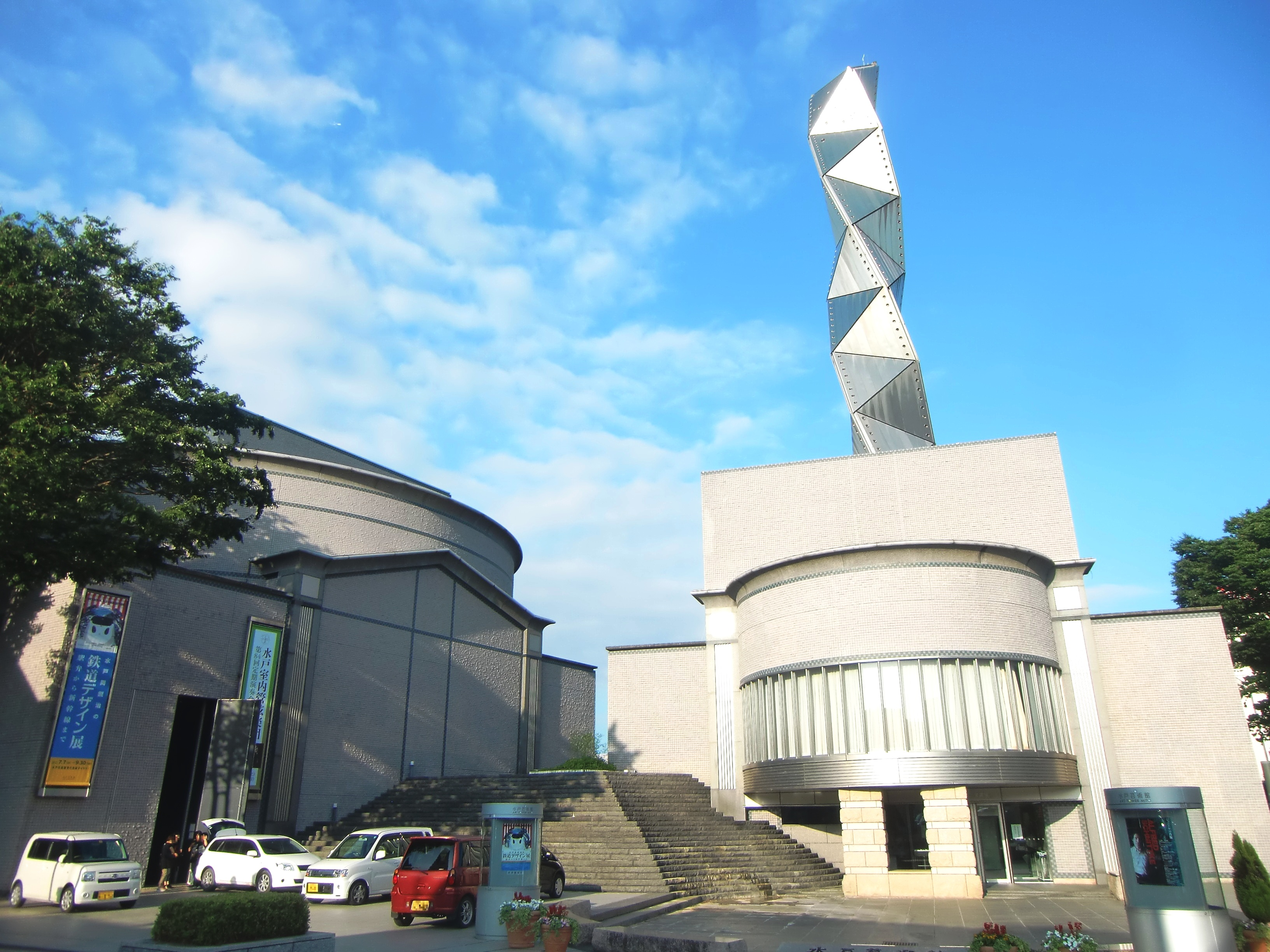
水戸芸術館

日本のドキュメンテーション展は2016年10月1日から12月4日までの会期で、茨城県水戸市の水戸芸術館現代美術センターにて『クリストとジャンヌ=クロード アンブレラ 日本=アメリカ合衆国 1984-91』展として開催された。前回のパスクアートセンターではスペースを充分確保できず不完全な展示であったが、今回の水戸芸術館現代美術センターでは9つある展示室の全てに加え2階のエントランスホールも使い『アンブレラ』の全容をかってない規模で紹介した。豊富な資料の展示の他、記録映画『アンブレラ』の上映も行われた。関連企画として、クリストの講演会が10月1日にみと文化交流プラザで行われた。また、この展覧会と時期をほぼ重ねて、かって『アンブレラ』の開催会場となった茨城県北部を展示会場とした『KENPOKU ART 2016 茨城県北芸術祭』が開催されており、この芸術祭との鑑賞券の相互割引を行うなどの連携も行われた。入場者数は4455人。展覧会カタログは、(展覧会資料;第103号)を参照。
上記の展覧会以外で特に『アンブレラ』を紹介したクリストとジャンヌ=クロードの展覧会には以下のようなものがある。
- 1987年7月18日から9月6日、高輪美術館、『クリスト展』[127]

クリストの初期の作品から最近のプロジェクトの紹介と共に、世界で初めて『アンブレラ』の具体的な概要を美術館で公に紹介した展覧会。高輪美術館の後、西武美術館（1988年1月2日から2月16日）、兵庫県立近代美術館（1988年6月5日から7月3日）と巡回した。展覧会カタログは、『クリスト『クリスト展 ;Christo : from the Rothschild bank AG Zurich collection』高輪美術館、1987年。 NCID BA36683317。』。
- 1988年1月14日から2月6日、佐谷画廊、『クリスト ザ・アンブレラズ 日本とアメリカ合衆国のためのジョイント・プロジェクト』[129]

クリストとジャンヌ＝クロードと親交のあった佐谷和彦が経営する佐谷画廊で開催された『クリスト展』の第4回目。展覧会カタログは、『佐谷画廊『クリスト ザ・アンブレラズ : 日本とアメリカ合衆国のためのジョイント・プロジェクト Christo the umbrellas : joint project for Japan and U.S.A.』佐谷画廊、1990年。 NCID BA41063388。』。
- 1988年5月25日から6月24日、Annely Juda Fine Art（ロンドン）、『Christo;The Umbrellas.Joint Project for Japan and USA』[131][132]。

展覧会カタログは、『Wolfgang Volz; Christo (1988). Christo : the umbrellas : joint project for Japan and USA : drawings and collages, 25 May-24 June 1988. Annely Juda Fine Art. ISBN 1870280083. OCLC 927700770』。
- 1989年6月18日から7月13日、Guy Pieters Gallery（クノック＝ヘイスト（ベルギー））、『Christo : the umbrellas : joint project for Japan and USA』[133]

展覧会カタログは、『Christo (1989) (English and Japanese). Christo : the umbrellas : joint project for Japan and USA（邦題:クリスト : アンブレラズ : 日本とアメリカ合衆国のためのジョイント・プロジェクト）. Guy Pieters Gallery. NCID BB06461889. OCLC 25037896』。
- 1990年11月14日から12月8日、佐谷画廊、『クリスト ザ・アンブレラズ  日本とアメリカ合衆国のためのジョイント・プロジェクト』[134]

展覧会カタログは、『佐谷画廊『クリスト ザ・アンブレラズ : 日本とアメリカ合衆国のためのジョイント・プロジェクト Christo the umbrellas : joint project for Japan and U.S.A.』佐谷画廊、1990年。 NCID BA41063388。』。
- 1991年9月14日から11月24日、水戸芸術館現代美術ギャラリー（後、現代美術センターに改称）、『クリスト展 ヴァレーカーテンの全貌とアンブレラ・プロジェクトのためのドローイング』[135]

『ヴァレー・カーテン』のドキュメンテーション展と本展会期中に行われていた『アンブレラ』のドローイング等を展示する2部構成の展覧会であった。館内には『アンブレラ』のインフォメーションデスクも設置され、アーティストによるギャラリー・トーク（9月14日）や開催場所を巡る鑑賞会などの関連企画が催された。本展には23752人の入場者が訪れており、これは水戸芸術館現代美術センターの1990年3月の開館から2017年5月の間に開催された展覧会の入場者数（公表されているものに限る）で3番目の人数である。この展覧会は『アンブレラ』終了後に、実際の開催写真を展示物に加えて、丸亀市猪熊弦一郎現代美術館、豊田市民文化会館と巡回している。展覧会カタログは、『クリスト、森司『クリスト展：ヴァレーカーテンの全貌とアンブレラ・プロジェクトのためのドローイング （水戸芸術館現代美術ギャラリー展覧会資料；10号）』水戸芸術館現代美術ギャラリー、1991年。ISBN 4943825095。 NCID BN07980795。』。
- 1991年12月19日前後から1992年1月11日、アートスペース プティミュゼ（PETIT MUSEE）（東京都千代田区）、『クリスト－消えたモニュメント』[142][143]

- 1992年4月11日から5月10日、丸亀市猪熊弦一郎現代美術館、『クリスト展 ヴァレーカーテンの全貌とアンブレラのためのドローイング』[144]

1991年開催の水戸芸術館の同名展の巡回展。展覧会カタログは『クリスト『クリスト展 : ヴァレーカーテンの全貌とアンブレラのためのドローイング』丸亀市猪熊弦一郎現代美術館他、1992年。 NCID BN14149711。』で、水戸芸術館開催時のカタログと同様の内容に実際の傘の展示写真が追加されている。
- 1992年7月4日から7月26日、豊田市民文化会館、『クリスト展 ヴァレーカーテンの全貌とアンブレラのためのドローイング』[144]

同上
- 2011年12月2日から12月27日、常陸太田市郷土資料館、『思い出の青い傘－クリスト・アンブレラ回顧展』[145]

常陸太田市民が保管していた『アンブレラ』に関する品々を展示した。展示品の中には展示した傘の布の現物もあった。
この他小規模ではあるが、2016年の9月11日と9月17日に常陸太田市折橋（旧里美村の折橋地区）のコミュニティースペースとして改修した旧酒蔵で、地域住民が保管していた『アンブレラ』の思い出の品を展示するという、住民手作りの催しが開かれている。

## 批評・影響
ニューヨーク及びパリ在住の作家、批評家、フリーランスのキュレーターのヤコブ・バール＝テシューヴァ（Jacob Baal-Teshuva ジェイコブ・バール=テシューヴァとも仮名表記）は『アンブレラ』について、"クリストの芸術家人生の中で、最も野心的で費用がかかったプロジェクト"と表現している。
日本では、美術評論家の針生一郎が『アンブレラ』を1991年間の国内美術展覧会のベスト5のひとつに選んでいる。また映画・演劇・音楽・美術情報誌『ぴあ』が読者票を基に行った1991年に国内で催された美術展覧会・イベントのランキングで『アンブレラ』は第4位に選ばれている。
『アンブレラ』と『アンブレラ』より前のクリストとジャンヌ=クロードのプロジェクトとの違いについて、『アンブレラ』開催時に水戸芸術館現代美術ギャラリーの学芸員であった森司（アーツカウンシル）は、『ヴァレー・カーテン』、『ランニング・フェンス』、『囲まれた島々』が遮り、分割或いは区分によって逆に関係性を浮き上がらせたのに対し、『アンブレラ』はプロジェクト名の"Joint"が示すように繁る、結合することでより明確に関係性を表現した、と考察している。
実際に日本側の『アンブレラ』を鑑賞した美術評論家の篠田達美は、この作品が"地方都市の景観を良く生かしている"、と述べている。篠田はまた、最初驚きで見た傘が鑑賞時間の経過と共に刺激的で無くなって来た、との感想から、日本側の『アンブレラ』では、鑑賞者は異化されたものが時間の経過と共に同化され日本的なものに変質するというプロセスを体験する、と評した。
経済・産業面への影響については、カリフォルニア芸術評議会から『アンブレラ』の経済効果に関する調査依頼を受けたコンサルティング会社の、"ラフな分析"であると前置きした上での、『アンブレラ』はロサンゼルス郡とカーン郡の経済に3430万ドルの波及効果をもたらした、とのレポートがある。日本側では、開催場所にあった日立市農協が運営する農産物販売所"サングリーン中里"が通常の4倍の売り上げを開催中にあげた、との報道がある。
栗林賢（北海道教育大学）らによる日立市下深荻地区での観光農園の状況を調査した研究では、『アンブレラ』開催地となった同地区は傘を見る客が多く訪れたことを契機に観光農園が増加した、と報告している。
日本の美術史の中で『アンブレラ』は"アートプロジェクト"という、制作過程を含め作品とする芸術活動、地域に芸術を投げる社会的活動、といったものが日本で拡がる過程での作品として捉えられている。
谷口文保（神戸芸術工科大学）は日本での"アートプロジェクト"の拡がりの初期において『アンブレラ』を福岡市の『ミュージアム・シティ・プロジェクト（"ミュージアム・シティ・天神"、"ミュージアム・シティ・福岡"とも言う)』と共に重要な事例のひとつとしている。また、谷口は『アンブレラ』がもたらした、農村を芸術空間に変え、都市部から多くの鑑賞者を招いた状況が、越後妻有アートトリエンナ ーレ等の日本各地で開催されるようになったアートプロジェクトの雛形となったと思われる、とも述べている。
加治屋健司（東京大学）は、日本で”アートプロジェクト”という言葉で作品を表現する者は川俣正や柳幸典などの先例がいたが、一般的に認知されるようになったのは『アンブレラ』からであるように思える、と述べている。
五十嵐太郎（東北大学）は2017年発表の日本における建築とアートの関係を論じた論文で、日本では建築家は、1990年代後半迄はアートイベントに参加することは殆んど無かったが現在は普通に参加している、との推移を示した上で、1991年の『アンブレラ』は建築的なインスタレーションで画期的な作品であった旨を述べている。
『アンブレラ』開催から25年後の2016年9月17日から11月20日に、茨城県では『KENPOKU ART 2016 茨城県北芸術祭』（以下、"県北芸術祭"と記す）を開催した。これは『アンブレラ』で会場になった常陸太田市、日立市を含む茨城県北地域5市1町の各地を展示会場にした大規模な現代美術の展覧会であった。この県北芸術祭で総合ディレクターを務めた南條史生は、茨城はアートへの意識が高い県であると感じた、と述べている。南條はその理由として『アンブレラ』の影響が大きいとする説があることを挙げ、更に自身が県北芸術祭の話を進める中、多くの茨城県関係者から「あの『アンブレラ』のような事をやるのですか」との反応があった、と『アンブレラ』の記憶が茨城に強く残っていることを指摘し、茨城に現代美術への距離感の近さを感じたと述べている。
南條のもとで県北芸術祭山側エリアのキュレーターを務めた四方幸子も県北芸術祭を進める中で、開催地域には”アートを受け入れる土壌が既にあった”、”自然の中にアートがある意味を住民は感覚で捉えていた”などのことを述べ、その要因として『アンブレラ』の記憶が影響していると、述べている。
アメリカ側では新聞"ベーカーズフィールド カリフォルニアン（The Bakersfield Californian）"が、『アンブレラ』の遺産については意見が分かれている、としつつも、『アンブレラ』の記憶と歴史はカーン郡の重要なアイデンティティの一部を成している、との論調の記事を、ベーカーズフィールド美術館のキュレーターであるVikki Cruzの"(
『アンブレラ』は）カーン郡の歴史に重要な印を残した"との言葉と共に、『アンブレラ』開催から20年後の時に掲載している。この記事でCruzはまた、自身が11歳の時に『アンブレラ』を鑑賞した体験を基に、『アンブレラ』によって地域は"慣れ親しんだ風景への認識を一時的に変えることを余儀なくされた"とも語っている。
一方、事故で終わった『アンブレラ』は、イギリスのジャーナリスト、美術評論家のジョナサン・ジョーンズ、アメリカのアートライターのAlyssa Buffenste、日本の現代美術作家の眞島竜男らによる"アートと危険性"、"アートと殺人"、"アートと事故"等の切り口から書かれた記事の中で、リチャード・セラの鉄板作品が起こした死亡事故と共に、重大な人身事故を起こした現代美術作品の例として挙げられている。
金沢21世紀美術館建設事務局他は「公共性と美術：1983-2003」と題した公共性の変容とそれに関わる美術の動向をまとめた年表において『アンブレラ』に"現代美術プロジェクト運営上の難しさが露呈"と表現した上で［アートと社会的責任］とのタグを付けた。
そしてクリスト自身は『アンブレラ』とその事故について、
と、自評している。

## エピソード
日米の違い
『アンブレラ』の狙いのひとつに日米の文化の同じ所、違う所を見いだすというものがあったが、クリストとジャンヌ＝クロードは『アンブレラ』を通して体験した日米の違いについて、次のようないくつかの事を語っている。
- 傘の設置作業に携わる学生へのレクチャーの時、アメリカの学生は「プロジェクトの費用はいくらで、誰が出すのか？」といったビジネス的なものであったのに対し、日本の学生は「なぜ日本の傘は青色で、アメリカの傘は黄色なのか？」といった、芸術的なものだった[113]。
- 傘を立てるために地権者に交渉した時、日本の農家は「傘を立てるのもアート」と捉えたのに対し、アメリカの地権者は「絵だけがアートだ」と考えていた[167]。
- 日本の農家は傘を置く場所や方法について事細かく質問をし、意見を出してきた。このことから日本では細部にわたるまで全てを知っておきたいのだ、と感じた。それに対し、アメリカの地権者は多くが傘の正確な位置など無関心だった[68]。
- 地権者に交渉をする際、日本では自治体の担当者が必ず付き添って回り、我々が独自に働くことは不可能であった。アメリカではこのようなことは全く無く、アメリカの行政担当者は我々との会議が終われば直ぐに立ち去った[68]。

- 日本の死亡者の葬式に行ったとき、遺族が「こんなことになって申し訳ない」と私たちに謝ってきた。一方、アメリカ側では遺族の弁護士に対応せねばならず、私たちの保険会社が和解金を支払うことで、示談となった。アメリカではお金を要求され、日本では遺族が謝罪をした。対照的だ[168]。

アンブレラ音頭
"山は阿武隈この里川にカサのクリスト ソレ アンブレラ"から始まる『アンブレラ音頭』なるものが日立市の住民により製作され、これを吹き込んだカセットテープが販売された。音頭を聴いたジャンヌ＝クロードは"ベリーグッド"と喜んだという。歌詞と譜面が公式記録集『Christo and Jeanne-Claude:The Umbrellas,Japan-USA,1984-91（クリスト・アンド・ジャンヌ＝クロード アンブレラ 日本ーアメリカ合衆国、1984-91）』に収録されている。
ベーカーズフィールドの壁画
『アンブレラ』が開催されたカーン郡の郡庁所在都市であるベーカーズフィールドには『アンブレラ』の黄色の傘が描かれた壁画がある。壁画は19番通り（19th Street）と20番通り（20th Street）に挟まれたアイ・ストリート（Eye Street）沿いにある。北緯35度22分36秒 西経119度01分13秒 / 北緯35.376562度 西経119.020168度